# Selección de rugby de Hong Kong
El seleccionado de rugby de Hong Kong es el equipo representativo de ese país en torneos internacionales. Está regulado por la Hong Kong Rugby Union
Anualmente participa en el Asia Rugby Championship, el principal torneo de rugby de la región.

## Historia
El primer partido del seleccionado fue en 1934 logrando una victoria sobre Australian Universities.
El seleccionado de Hong Kong participa del Asia Rugby Championship desde su primera edición en 1969, y desde 2018 con la ausencia del seleccionado de Japón se ha erigido como el dominador absoluto del torneo obteniendo cinco campeonatos de forma consecutiva entre el mencionado año 2018 y 2024.
Luego de coronarse campeones del Asia Rugby Championship 2025 se clasificó por primera vez a la Copa Mundial de Rugby.

## Uniforme
La camiseta titular del equipo de rugby de Hong Kong es azul y la de alternativa roja. Shorts blancos y medias azules completan la indumentaria.

## Estadísticas
A continuación, una tabla resumen de los test matches jugados por el equipo nacional de Hong Kong hasta el 16 de noviembre de 2024.
| Oponente                       | Jugados | Ganados | Perdidos | Empatados | % de victorias |
| ------------------------------ | ------- | ------- | -------- | --------- | -------------- |
| Alemania                       | 5       | 2       | 3        | 0         | 40.0           |
| Bélgica                        | 4       | 3       | 1        | 0         | 75.0           |
| Brasil                         | 4       | 3       | 1        | 0         | 75.0           |
| Canadá                         | 7       | 1       | 6        | 0         | 14.2           |
| Chile                          | 2       | 1       | 1        | 0         | 50.0           |
| China                          | 5       | 2       | 2        | 1         | 40.0           |
| China Taipéi                   | 19      | 13      | 5        | 1         | 68.4           |
| Corea del Sur                  | 37      | 22      | 15       | 0         | 59.4           |
| Emiratos Árabes Unidos         | 6       | 6       | 0        | 0         | 100.0          |
| Escocia XV                     | 1       | 0       | 1        | 0         | 0.0            |
| España                         | 1       | 0       | 1        | 0         | 0.0            |
| Estados Unidos                 | 8       | 4       | 4        | 0         | 50.0           |
| Filipinas                      | 3       | 3       | 0        | 0         | 100.0          |
| Fiyi                           | 3       | 0       | 3        | 0         | 0.0            |
| Gales XV                       | 1       | 0       | 1        | 0         | 0.0            |
| Golfo Pérsico                  | 6       | 4       | 2        | 0         | 66.6           |
| Inglaterra XV                  | 1       | 0       | 1        | 0         | 0.0            |
| Islas Cook                     | 2       | 2       | 0        | 0         | 100.0          |
| Japón                          | 28      | 4       | 24       | 0         | 14.2           |
| Japón XV                       | 9       | 1       | 8        | 0         | 11.1           |
| Kazajistán                     | 5       | 4       | 1        | 0         | 80.0           |
| Kenia                          | 7       | 5       | 1        | 1         | 71.4           |
| Malasia                        | 13      | 13      | 0        | 0         | 100.0          |
| Namibia                        | 1       | 0       | 1        | 0         | 0.0            |
| Nueva Zelanda U23              | 1       | 0       | 1        | 0         | 0.0            |
| Noruega                        | 1       | 1       | 0        | 0         | 100.0          |
| Países Bajos                   | 2       | 0       | 1        | 1         | 0.0            |
| Papúa Nueva Guinea             | 3       | 3       | 0        | 0         | 100.0          |
| Paraguay                       | 1       | 1       | 0        | 0         | 100.0          |
| Portugal                       | 2       | 1       | 1        | 0         | 50.0           |
| República Checa                | 1       | 0       | 1        | 0         | 0.0            |
| Rusia                          | 5       | 0       | 5        | 0         | 0.0            |
| Singapur                       | 13      | 11      | 2        | 0         | 84.6           |
| Sri Lanka                      | 9       | 9       | 0        | 0         | 100.0          |
| Tailandia                      | 9       | 6       | 3        | 0         | 66.6           |
| Tonga                          | 1       | 0       | 1        | 0         | 0.0            |
| Túnez                          | 2       | 1       | 1        | 0         | 50.0           |
| Uruguay                        | 1       | 0       | 1        | 0         | 0.0            |
| Universidades de Australia     | 1       | 1       | 0        | 1         | 50.0           |
| Universidades de Nueva Zelanda | 5       | 0       | 5        | 0         | 0.0            |
| Zimbabue                       | 3       | 3       | 0        | 0         | 100.0          |
| Total                          | 239     | 130     | 104      | 5         | 54.39%         |

## Palmarés
- Asia Rugby Championship (6): 2018, 2019, 2022, 2023, 2024, 2025.

- Asian Tri-Nations (3): 1999,[3] 2000 y 2013.[4][5]

- Cup of Nations (1): 2011.

## Participación en copas
| - Nueva Zelanda 1987: no invitado - Inglaterra 1991: no entró - Sudáfrica 1995: no clasificó - Gales 1999: no clasificó - Australia 2003: no clasificó - Francia 2007: no clasificó - Nueva Zelanda 2011: no clasificó - Inglaterra 2015: no clasificó - Japón 2019: no clasificó - Francia 2023: no clasificó - Australia 2027: clasificado - Asian Series Shield 2001: 2º puesto - Asian Series Plate 2003-04: 1º puesto - Asian Series Division 1 2005: 3º puesto (último) - Asian Series Division 2 2006: 1º puesto - Asian Series Division 1 2007: 2º puesto - Asian Rugby Championship 1969: 3º puesto - Asian Rugby Championship 1970: 3º puesto - Asian Rugby Championship 1972: 2º puesto - Asian Rugby Championship 1974: 3º en el grupo - Asian Rugby Championship 1976: no participó - Asian Rugby Championship 1978: 3º en el grupo - Asian Rugby Championship 1980: 3º puesto - Asian Rugby Championship 1982: 3º puesto - Asian Rugby Championship 1984: 3º en el grupo - Asian Rugby Championship 1986: 3º en el grupo - Asian Rugby Championship 1988: 3º puesto - Asian Rugby Championship 1990: 3º puesto - Asian Rugby Championship 1992: 2º puesto - Asian Rugby Championship 1994: 3º puesto - Asian Rugby Championship 1996: 3º puesto - Asian Rugby Championship 1998: 4º puesto (último) - Asian Rugby Championship 2000: 4º puesto (último) - Asian Rugby Championship 2002: 3º puesto - Asian Rugby Championship 2004: 3º puesto - Asian Rugby Championship 2006: 3º puesto (último) | - Asian 5 Nations 2008: 3º puesto - Asian 5 Nations 2009: 4º puesto - Asian 5 Nations 2010: 3º puesto - Asian 5 Nations 2011: 2º puesto - Asian 5 Nations 2012: 3º puesto - Asian 5 Nations 2013: 3º puesto - Asian 5 Nations 2014: 2º puesto - ARC Top 3 2015: 2º puesto - ARC Top 3 2016: 2º puesto - ARC Top 3 2017: 2º puesto - ARC Top 3 2018: Campeón invicto - ARC Top 3 2019: Campeón invicto - ARC Top 3 2022: Campeón invicto - ARC Top 3 2023: Campeón invicto - ARC 2024: Campeón invicto - ARC 2025: Campeón invicto - Pacific Rim Championship 1996: 2º puesto - Pacific Rim Championship 1997: 2º puesto - Pacific Rim Championship 1998: 2º puesto - Cup of Nations 2011: Campeón invicto - Cup of Nations 2012: 2º puesto - Cup of Nations 2015: 2º puesto - Cup of Nations 2016: 2º puesto - Cup of Nations 2017: 2° puesto - Tour por Europa 2009: perdió (0 - 3) - Tour a Filipinas 2011: ganó (0 - 1) - Tour de Bélgica 2013: ganó (2 - 0) - Tour a Kenia 2016: perdió (2 - 0) |